# Hàng không năm 1975
Đây là danh sách các sự kiện hàng không nổi bật xảy ra trong năm 1975:

## Chuyến bayd đầu tiên

### Tháng 1
- 24 tháng 1 - Aerospatiale SA 365 Dauphin F-WVKE
- 25 tháng 1 - Birdman TL-1, máy bay hạng nhẹ

### Tháng 2
- 22 tháng 2 - Sukhoi T-8-1, nguyên mẫu của máy bay cường kích Su-25
- 26 tháng 2 - Cessna 404 Titan N5404J

### Tháng 3
- 7 tháng 3 - Yakovlev Yak-42 CCCP-1974
- 27 tháng 3 - de Havilland Canada DHC-7 C-GNBX-X

### Tháng 4
- 21 tháng 4 - Dominion Skytrader 800 N800ST

### Tháng 5
- 21 tháng 5 - Rutan VariEze N7EZ

### Tháng 6
- 3 tháng 6 - Mitsubishi F-1 59-5107
- 16 tháng 6 - Atlas C4M Kudu ZS-IZF

### Tháng 7
- 1 tháng 7 - Valmet L-70 Vinka

### Tháng 8
- 26 tháng 8 - McDonnell Douglas YC-15 72-1875

===Tháng 9
- 16 tháng 9 - Mikoyan Ye-155MP
- 30 tháng 9 - Hughes YAH-64 73-22248

### Tháng 10
- 1 tháng 10 - Bell YAH-63

### Tháng 11
- 19 tháng 11 - AmEagle American Eaglet

## Bắt đầu hoạt động
Tháng 3
- 5 tháng 3 - Shin Meiwa US-1 trong the Lực lượng Phòng vệ Biển Nhật Bản